# Villanubla
Villanubla – gmina w Hiszpanii, w prowincji Valladolid, w Kastylii i León, o powierzchni 45,65 km². W 2011 roku gmina liczyła 2367 mieszkańców.